# Ветеревичский сельсовет
Ветере́вичский сельсовет (бел.  Вецярэвіцкі сельсавет) — упразднённая административная единица на территории Пуховичского района Минской области Белоруссии. Согласно решению Минского областного Совета народных депутатов от 28 мая 2013 года упразднён. Населённые пункты включены в состав Шацкого сельсовета.

## Население
- 1999 год — 846 человек
- 2010 год — 954 человека[4]

## История
Сельский совет организован в Пуховичском районе Минского округа в июле 1924 как Слободский сельский Совет рабочих, крестьянских и красноармейских депутатов. Центром сельского совета стала деревня Слобода. В июле 1930 года Минский округ был упразднён и Пуховичский район перешёл в прямое подчинение Белорусской ССР. С 5 декабря 1936 года реорганизован в Слободский сельский Совет депутатов трудящихся и его исполнительный комитет. 15 января 1938 года Слободский сельсовет вошёл в состав новообразованной Минской области. В годы Великой Отечественной войны подвергся немецкой оккупации. По данным на 1947 год, в состав Слободского сельсовета входило 7 населённых пунктов. В январе 1964 года Слободской сельсовет был реорганизован в Ветеревичский сельский Совет депутатов трудящихся и его исполнительный комитет, а его центр перенесён в деревню Ветеревичи.
Сельсовет был упразднён 28 мая 2013 года.

## Состав
Ветеревичский сельсовет включал 31 населённый пункт, которые после упразднения сельсовета были переданы в состав Шацкого сельсовета:
- Антоново — деревня.
- Березники — деревня.
- Борцы — деревня.
- Веркалы — деревня.
- Ветеревичи — деревня.
- Ветеревичи 2 — деревня.
- Выемка — деревня.
- Грибное — деревня.
- Дубовое — деревня.
- Ельники — деревня.
- Лучки — деревня.
- Завод — деревня.
- Ильинка — деревня.
- Корничее — деревня.
- Кошели — деревня.
- Михалово — деревня.
- Ладымер — деревня.
- Меденое — деревня.
- Мижилище — деревня.
- Мирная — деревня.
- Протасовщина — деревня.
- Пахарь — деревня.
- Погорелец — деревня.
- Поднемонец — деревня.
- Поречье — деревня.
- Пруцк — деревня.
- Рудица — деревня.
- Селецк — деревня.
- Селище — деревня.
- Слобода — деревня.
- Ямное — деревня.